# Маріуполіс
«Маріуполіс» (англ. Mariupolis) — документальний фільм, який зняв Мантас Кведаравічюс (лит. Mantas Kvedaravičius) у копродукції з Литвою, Німеччиною, Францією та Україною. Світова прем'єра стрічки відбулась 14 лютого 2016 року на Берлінському міжнародному кінофестивалі. Фільм розповідає про війну на Донбасі та життя в Маріуполі.

## Виробництво
Ідея «Маріуполісу» з'явилась весною 2015 року, коли режисер Мантас Кведаравічюс їхав до Одеси працювати над іншим своїм фільмом «Стасіс» і вирішив зняти грецьке поселення на сході України, біля Маріуполя. Захоплений Маріуполем режисер вирішив зняти про нього фільм. Знімання відбувалося упродовж весни-осені 2015 року в місті Маріуполь, селищах Широкіне та Сартана. «Це візуально потужна данина місту в умовах кризи, присвячена його поетам та шевцям», — заявили в пресофісі Берлінського міжнародного кінофестивалю.
«Маріуполіс» профінансували іноземні державні інституції та фонди, а в Україні фільм знімали власним коштом.
Стрічка «Маріуполіс 2» режисера Кведаравічюса, вбитого росіянами у Маріуполі, здобула премію Європейської кіноакадемії.